# 伊莎貝爾·卡洛
伊莎貝爾·卡洛（法語：Isabelle Caro，1982年9月12日—2010年11月17日）是一位法國演員，來自馬賽，她因2007年一組「不要厭食症」的宣傳照片而聞名，此組照片的攝影師為奧利維羅·托斯卡尼，在拍攝作品中，攝影師強調了卡洛因過瘦而顯露的臉部骨骼和脊椎骨。

## 生平
伊莎貝爾·卡洛自13歲起罹患厭食症，她自述她的厭食症來自「有問題的童年」。她在哥倫比亞廣播公司的In Sider的節目中，向大眾公開了她的飲食失調症，她的身高約165公分，當時她的體重有25公斤，最新的體重資料為31公斤。
卡洛在20歲時第一次住院，2006年，她的厭食症導致她昏迷，當時她的體重只有25公斤，醫生說她的生命可能因此無法延續，但她存活了下來。
卡洛接受了一個電視記錄片「美的代價」(The Price of Beauty)的訪問，這個節目是由潔西卡·辛普森製作，她和她的兩位好友到世界各地採訪，探索美的意義，在記錄片中潔西卡·辛普森調查了時尚模特兒過度追求纖瘦的迷思。卡洛在記錄片中談論到她為何會得到厭食症，以及為此所苦的經驗，潔西卡·辛普森在紀錄片中感性地說：「做對的事讓妳更顯美麗，我希望全世界的女性都能聽到妳的故事，更重要的是過度纖瘦無法使妳更加美麗。」此節目分別於2010年3月22日和8月21日於美國和日本播出。

## 死亡
卡洛於2010年11月17日病逝於法國，當時已住院兩星期，最後因急性呼吸系統疾病而離世，然而真正引發急性呼吸系統問題的原因不明。她的家人於2010年12月29日告知媒體卡洛逝世的消息。

## 外部連結
- 伊莎貝爾·卡洛個人部落格(法文)